# Hugo Rojas
Jorge Hugo Rojas Justiniano  (Montero, Bolivia, 6 de diciembre de 1993) es un futbolista boliviano que juega como centrocampista en Nacional Potosí de la Primera División de Bolivia.

## Selección nacional
Ha sido internacional con la selección de Bolivia en el empate 2-2 en el amistoso ante Nicaragua.

## Clubes
| Club                   | País    | Año               |
| ---------------------- | ------- | ----------------- |
| Universitario de Pando | Bolivia | 2014 - 2015       |
| Sport Boys Warnes      | Bolivia | 2016 - 2019       |
| Always Ready           | Bolivia | 2020              |
| Blooming               | Bolivia | 2021              |
| Oriente Petrolero      | Bolivia | 2022              |
| Palmaflor              | Bolivia | 2023              |
| Oriente Petrolero      | Bolivia | 2023 - 2024       |
| Nacional Potosí        | Bolivia | 2024 - Actualidad |

## Palmarés

### Títulos nacionales
| Título           | Club         | País    | Año           |
| ---------------- | ------------ | ------- | ------------- |
| Primera División | Always Ready | Bolivia | Apertura 2020 |